# 312
| [ Edytuj tabelę ] |                                                                                               |
| Król Armenii      | - 287 Tiridates III 330                                                                       |
| Cesarz Chin       | - 307 Jin Huaidi 313                                                                          |
| Władca Korei      | - 300 Mich’ŏn 331                                                                             |
| Papież            | - 311 Milcjades 314                                                                           |
| Król Persji       | - 309 Szapur II 379                                                                           |
| Cesarz Rzymu      | - 306 Konstantyn Wielki 337 - 306 Maksencjusz 312 - 308 Licyniusz 324 - 310 Maksymin Daja 313 |

Rok 312 / CCCXII
stulecia: III wiek ~
IV wiek ~
V wiek

lata: 302 «
307 «
308 «
309 «
310 «
311 «
312
» 313
» 314
» 315
» 316
» 317
» 322

## Wydarzenia
- Kampania Konstantyna przeciw Maksencjuszowi zapoczątkowała wojnę domową w Cesarstwie rzymskim.
- Bitwa pod Augusta Taurinorum.
- Bitwa pod Weroną, Konstantyn przejął główną bazę Maksencjusza w Italii.
- 28 października – bitwa przy moście Mulwijskim. Konstantyn I Wielki pokonał Maksencjusza, który utonął podczas odwrotu.
- Konstantyn Wielki rozwiązał gwardię pretoriańską.

## Urodzili się
- Dao’an, mnich buddyjski, uważany za pierwszego patriarchę chińskiego buddyzmu (zm. 385).

## Zmarli
- 7 stycznia – Lucjan z Antiochii, chrześcijański teolog (ur. ~250).
- 28 października – Maksencjusz, cesarz rzymski, poległ (ur. ~280).
- 5 listopada – Agatangel, męczennik chrześcijański.
- Guo Xiang, chiński taoista.